# 1956년 4월 일본 자유민주당 총재 선거
1956년 4월 자유민주당 총재 선거(일본어: 1956年4月自由民主党総裁選挙)는 1956년 4월 5일에 실시된 자유민주당 총재를 선출하기 위한 선거다.

## 과정
1955년 11월에 자유민주당이 창당된 이후 처음 실시된 총재 선거다. 자민당은 자유당과 일본민주당이 합당해서 결성된 정당인데 합당 당시 누구를 총재로 할지 결정하지 못해 하토야마 이치로, 오가타 다케토라, 미키 부키치, 오노 반보쿠 등 4명이 총재 대행위원을 맡고 나중에 총재를 뽑기로 했기에 창당한 지 5개월이 지나서 총재 선거를 시행하게 되었다.
민주당 총재로서 현직 총리대신이던 하토야마가 손쉽게 초대 총재 자리를 거머쥘 것이란 예상이 많았다. 하지만 민주당이 요시다 시게루에 대한 반감을 가진 정치인들의 이합집산의 결정체였기에 옛 민주당 소속 의원들이 모두 하토야마를 지지할 것이라 단언하기 힘들었고 옛 자유당 총재를 지낸 오가타에 대한 지지도를 무시할 수도 없었다.
그런데 1956년 1월 28일에 오가타가 급서하면서 반하토야마 세력을 결집할 후보가 사라져 버렸다. 이로써 총재 선거는 사실상 현직 총리대신인 하토야마에 대한 신임 투표의 성격이 강해졌다.

## 결과
자유민주당의 파벌 중 고노 이치로의 파벌, 기시 노부스케의 파벌, 오노의 파벌, 옛 오가타의 파벌은 하토야마 지지를 결정했다. 한편 이케다 하야토를 중심으로 한 옛 자유당의 요시다파와 옛 오가타파의 일부는 하토야마에 대한 반발의 의미로 백표를 던지기로 했다.
자민당 총재 선거에서 입후보제가 도입된 건 1970년대의 일로 이 당시엔 입후보 표명 여부와 무관하게 자민당 소속 의원에 대한 표는 모두 유효표로 산정되었다.
| 후보자          | 득표수 | 득표율 |
| --------------- | ------ | ------ |
| 하토야마 이치로 | 394표  | 95.4%  |
| 기시 노부스케   | 4표    | 0.97%  |
| 하야시 조지     | 3표    | 0.73%  |
| 이시바시 단잔   | 2표    | 0.48%  |
| 이시이 미쓰지로 | 2표    | 0.48%  |
| 마스타니 슈지   | 2표    | 0.48%  |
| 고노 이치로     | 1표    | 0.24%  |
| 시게미쓰 마모루 | 1표    | 0.24%  |
| 마쓰노 쓰루헤이 | 1표    | 0.24%  |
| 이케다 하야토   | 1표    | 0.24%  |
| 합계            | 413표  | 100%   |
| 유효 투표수     | 413표  | 84.46% |
| 무효표·백표     | 76표   | 15.54% |
| 유권자 수       |        | 100%   |